# تأمين حماية الدخل
تأمين حماية الدخل هو بوليصة تأمينية موجودة بشكل أساسي في أستراليا، وإيرلندا، ونيوزيلندا، وجنوب إفريقيا، والمملكة المتحدة، إذ تقدّم فوائد لحاملي وثائق التأمين العاجزين وغير القادرين على العمل بسبب مرض، أو حادث ما، وكانت تُسمى بوليصات تأمين حماية الدخل سابقًا بالتأمين الصحي الدائم.

## التاريخ
الموطن الأصلي لهذا النوع من التأمين هو جمعية هولواي التعاونية، ومقرها في غلوزستر، وقد تأسست عام 1880 من قبل جورج هولواي.

## مفاهيم ذات صلة
يُعرّف العجز بأحد القواعد الأربعة التالية:
- قاعدة الوظيفة الخاصة: يكون حامل سند التأمين عاجزًا في حال كان غير قادر بعد مرض أو حادث ما على أداء مهنته الخاصة، ولا يعمل في وظيفة أخرى.
- قاعدة المهنة المناسبة: يكون حامل سند التأمين عاجزًا إذا كان غير قادر بعد مرض أو حادث ما على أداء مهنة مناسبة له نظرًا لمستواه التعليمي، أو تدريبه المهني أو غيرها.
- قاعدة أيّ مهنة: يكون حامل سند التأمين عاجزًا إذا كان غير قادر بعد مرض أو حادث ما على أداء أي مهنة على الإطلاق.
- قاعدة أنشطة الحياة اليومية: يكون حامل سند التأمين عاجزًا إذا لم يتمكن بعد مرض أو حادث ما من أداء أعمال أساسية مثل لبس أو خلع الملابس، والاستحمام، وتناول الطعام، وصعود السلالم، وغيرها.
- قاعدة تحديد الفوائد: تحدّد تقريبًا جميع بوليصات تأمين حماية الدخل الفوائد التي يمكن دفعها كنسبة مئوية من مكتسبات حامل السند، ولكنها تكون أقل بالنسبة لأصحاب الدخل المرتفع.
- قاعدة الفترة المؤجّلة: هي الفترة بين المطالبة الشرعية وبدء مدفوعات الاستحقاق، وتملك الفترة المؤجلة أثرًا هامًا على كلفة البوليصة.
- قاعدة معدل الاستحقاق النسبي: من أجل تشجيع حامل البوليصة على العودة إلى العمل بعد استعادته لصحته، تعرض العديد من المكاتب أن تدفع مبالغًا أقلّ في حال استمرار حامل البوليصة بالعمل بدوام جزئي بعد استعادته لصحته.
- قاعدة حدود الإعفاء: لن تكون سياسة تأمين حماية الدخل صالحة إلا عندما يكون حامل سند التأمين مقيمًا بشكل دائم في المنطقة التي تحددها سياسة التأمين، غالبًا ما تكون المنطقة شاملة لكامل المملكة المتحدة على الأقل، وربما تشمل الاتحاد الأوروبي، أو أوروبا الغربية، وقد تشمل الولايات المتحدة، أو غيرها من البلدان المتقدمة.

## مواصفات المنتج

### الفوائد
تؤمن بوليصات تأمين حماية الدخل عددًا من المزايا بالمقارنة مع بوليصات التأمين الأخرى مثل التأمين ضد الحوادث، والمرض، والبطالة، إذ تُدفع الاستحقاقات عندما يصبح حامل السند عاجزًا بعد انقضاء الفترة المؤجلة، وتستمر حتى وقت مبكر بعد الوفاة، أو تحسّن الصحة، أو التقاعد، أو بحسب ما تقرره مدة العقد، وتُدفع المخصصات بانتظام (أسبوعيًا أو شهريًا)، وقد تكون مُعفاة من الضرائب، كما أنه لا يمكن لشركة التأمين إلغاء أو رفض تجديد الاشتراك بشرط أن يستمر حامل السند في دفع الأقساط.

### القيود
يوجد عدد من القيود من الممكن أن تؤثر على حصول الشخص على تأمين حماية الدخل مثل:
- لا يُدفَع لحامل السند في حال كان عاطلًا عن العمل لسبب آخر غير المرض، أو الحوادث.
- تكون عادة الفترة المؤجلة طويلة جدًا، حوالي 4 أسابيع كحد أدنى، ولكنها قد تصل حتى 52 أسبوعًا، وتنخفض الأقساط مع زيادة الفترة المؤجلة.
- يوجد عدد من الاستثناءات التي تنطبق على معظم السياسات، إذ لا يُدفَع عن الحوادث أو الأمراض التي يسبّبها تعاطي المخدرات، أو الكحول، والأفعال الإجرامية، والإيذاء الذاتي المُتعمّد، والحروب، والحمل.
- بالنسبة للبوليصات الفردية، ونظرًا لأن الفوائد المدفوعة تُعتبر دَخلًا غير خاضع للضريبة، قد تُخفَّض الإعفاءات الضريبية المُتاحة لحامل السند، فمثلًا لم يعد الإعفاء الضريبي متاحًا في اشتراكات التقاعد.

### اختلافات المنتج
يوجد العديد من الاختلافات التي تتميز بها سياسات تأمين حماية الدخل عن مكاتب التأمين على الحياة:
- تأمين حماية الدخل المتجدد: تمنح سياسات التأمين هنا صاحب السند الحق في تجديد التأمين، خلال فترة محددة (غالبًا 5 سنوات)، ويختلف ذلك بحسب عمر ومهنة صاحب السند.

### الملاءمة والحاجة
تلبي سياسة تأمين حماية الدخل الحاجة العامة للعاملين وتؤمن لهم دخلًا في حال عدم القدرة على العمل بسبب الحوادث والمرض، وعادة ما يكون مستوى استحقاقات التأمين أقل من متوسط الدخل، ولذلك يجب البحث عن تأمين إضافي من أجل تعويض الفرق.
عادة في حال الاشتراك بالتأمين فستستمر مدة السند حتى وصول حامل السند إلى سن التقاعد.
لا يُعتبر الحصول على تأمين حماية الدخل ضمانًا مناسبًا ضد البطالة، إذ تُدفع الاستحقاقات فقط في حال كان العجز هو سبب البطالة.
لا توفر سياسات تأمين حماية الدخل تأمينًا صحيًا، أو تغطية للأمراض الخطيرة، وبذلك قد يحتاج المُستفيد من تأمين حماية الدخل إلى تأمين صحي، أو تأمين على الحياة، أو تأمين ضد الأمراض الخطيرة.

### التسعير
تُعد بوليصات تأمين حماية الدخل غالية نسبيًا بسبب الضمانات التي تقدّمها البوليصة، ولكن على الرغم من ذلك تصبح الأقساط أقل مع زيادة الفترة المؤجلة، واختيار مهنة مناسبة  قد يقلل من تكلفة البوليصة.

### النظام الضريبي
تُعفى مدفوعات الاستحقاق لحامل السند بعد وقوع حادث له، أو إصابته بمرض ما من ضريبة الدخل ومن اشتراكات التأمين الوطني للبوليصات الفردية، ولكن بالنسبة لبوليصات التأمين الأخرى فالضريبة موجودة.

## التنظيم
تُصنّف بوليصات تأمين حماية الدخل بأنها بوليصات طويلة الأمد، وتنظّمها هيئة الخدمات المالية، يتطلب ذلك احتفاظ شركة التأمين بالسجلات لمدة لا تقل عن ست سنوات، كما أنه يملك حامل السند 30 يومًا كحد أدنى لإلغاء العقد، ويحق له عندها استرداد أقساط التأمين المدفوعة بالكامل.

## في أستراليا
صُمّم نظام حماية الدخل في أستراليا بهدف توفير دخل بديل للأشخاص غير القادرين على العمل بسبب المرض أو الإصابة، وتؤمن حماية الدخل في أستراليا ما يقارب 75% من إجمالي دخل الفرد.
تؤمن معظم البوليصات فوائدًا لغير القادرين على العمل بوظائفهم الخاصة، حتى عندما يكون المستفيد بعمر أقل من سن التقاعد، كما أنه يوجد بعض الأعمال الخطيرة التي تؤمنها البوليصة بحسب قاعدة أي مهنة.
وتتاح في أستراليا تأمين حماية الدخل للأشخاص الذين يعملون لحسابهم الخاص أيضًا، كما أنهم يُولون اهتمامًا أكبر لأنهم غير قادرين على الحصول على تعويض العمال.  
بشكل عام تؤمّن شركات التأمين مستويات مختلفة من البوليصات بدرجات متفاوتة اعتمادًا على الخيارات المتاحة لكل شخص يؤيد التقديم للحصول على البوليصة، وقد تختلف الأقساط بشكل كبير بحسب ذلك.
وبالنسبة للنظام الضريبي تكون أموال حماية الدخل معفاة من الضرائب أيضًا.

## في المملكة المتحدة
كشفت دراسة أجرتها شركة التأمين البريطانية ليغال آند جنرال بعنوان تقرير الموعد النهائي لخط الخبز أن 8% فقط من الأسر في المملكة المتحدة لديها تأمين لحماية الدخل، كما أنها ذكرت أن المدة التي ستستطيع فيها الأسرة العادية التي تعتمد على مدخراتها فقط تأمين متطلباتها المالية هي 29 يومًا، ويهدف هذا البحث إلى تسليط الضوء على المساعدة التي يستطيع تأمين حماية الدخل تقديمها، وعلى الوضع المعيشي غير المستقر الذي تعيشه الكثير من العائلات في المملكة المتحدة الذي سيحسّنه الاشتراك بتأمين حماية الدخل.